# David Lee Russell
David Lee Russell (Bellport, Nova York, 9 de gener de 1960) és un exjugador de bàsquet nord-americà. Amb els seus 1,99 metres d'alçada la seva posició a la pista era la d'aler.
Els seus anys de bàsquet universitari van ser a la prestigiosa Universitat Saint John's de Nova York, on entrenava Lou Carnesecca. Va ser inclòs en el draft de l'NBA de 1983 en segona ronda, amb el número 37. Va jugar a la lliga espanyola a l'Estudiantes des de 1984 a 1989, amb qui va guanyar una Copa Príncep d'Astúries. Anteriorment havia jugat la temporada 1983-84 al Joventut de Badalona.
Va ser guanyador del primer i del segon Concurs de Mates celebrats a Espanya, el 1986 a Don Benito i el 1987 a Vigo, organitzats per l'ACB. Juntament amb John Pinone va formar una parella d'americans de les més estables, eficaces i llegendàries del bàsquet espanyol de l'època, i va contribuir de manera important als triomfs del club Estudiantes durant aquesta època. David Russell posseeix el rècord de la màxima anotació individual d'un jugador en partit de play off de l'ACB, amb 43 punts, aconseguit el 28 de març de 1987 en un partit amb tres pròrrogues contra el Reial Madrid, segon partit de quarts de final. Es va retirar l'any 1993 quan jugava a l'Espérance Sportive Pully de la lliga francesa per problemes de lesions als genolls.